# Eviota nigriventris
Eviota nigriventris är en fiskart som beskrevs av Giltay, 1933. Eviota nigriventris ingår i släktet Eviota och familjen smörbultsfiskar. Inga underarter finns listade i Catalogue of Life.